# Krakowski Okręg Wojskowy
Krakowski Okręg Wojskowy (KOW, DOW V) – terenowy organ wykonawczy Ministra Obrony Narodowej w sprawach operacyjno-obronnych istniejący w latach 1945−1954 i 1992−1998.
Siedziba dowództwa Okręgu: Kraków, w l. 1992–1998, ul. Rakowicka 29.

## Historia
Lata 1945–1954
Krakowski Okręg Wojskowy utworzono rozkazem NDWP z 1 lutego 1945. Okręg objął początkowo województwa: śląsko-dąbrowskie, krakowskie i rzeszowskie, a po utworzeniu Śląskiego Okręgu Wojskowego, województwa krakowskie i rzeszowskie.
Dowództwo Krakowskiego Okręgu Wojskowego zostało sformowano według etatu nr D1/17. W jego skład wchodziły:
- dowództwo
- oddziały: ogólno-organizacyjny, mobilizacji i uzupełnień oraz administracyjno-gospodarczy
- wydział polityczno-wychowawczy
- kwatermistrzostwo
- referaty: szyfrów, zdrowia i transportowy
- wojskowy sąd okręgowy i prokuratura
- plutony: wartowniczy i transportowy.

W listopadzie 1945 Dowództwo Okręgu Wojskowego Kraków otrzymało oznaczenie DOW nr V. W tym czasie dowództwu temu podlegały cztery dywizje piechoty: 6, 8, 9 i 17 DP.
Jesienią 1945 przy Dowództwie Krakowskiego OW został sformowany Wydział Wojsk Ochrony Pogranicza II kategorii. Na stanowisko szefa wydziału został wyznaczony płk Wacław Spilczyński. Szefowi wydziału podlegał 8 i 9 Oddział Ochrony Pogranicza oraz trzy samodzielne kompanie łączności. We wrześniu 1946 wydział został rozformowany, a 8 Rzeszowski Oddział WOP i 9 Krakowski Oddział WOP podporządkowane bezpośrednio szefowi Departamentu WOP w Warszawie.
W 1946 Dowództwo OW V przeniesiono na nowy etat dowództwa okręgu typu B. W jego składzie znajdowało się:
- dowództwo i sztab
- zarząd polityczno-wychowawczy
- wydziały: inżynieryjno-saperski, lotniskowy, personalny i finansowy
- inspektoraty: broni pancernej i artylerii
- kwatermistrzostwo
- okręgowy sąd wojskowy i prokuratura
- duszpasterstwo

W 1949 r. okręg przemianowano na Krakowski Okręg Wojskowy (KOW). W 1951 r. na terenie okręgu utworzono dwa korpusy piechoty typu B (11. i 12.), z których każdy miał po trzy dywizje piechoty (11 KP − 2, 7 i 29 DP; 2 KP − 6, 9 i 30 DP). Rok później korpusy te przemianowano na korpusy armijne.
W 1954 Krakowski OW rozformowano.
Lata 1992–1998
Na podstawie rozkazu MON/69 z 18.09.1991 przystąpiono ponownie do formowania Krakowskiego Okręgu Wojskowego, który rozpoczął funkcjonowanie od października 1992 r. Okręg objął terytorium 13 województw oraz kilkanaście wydzielonych garnizonów na terenie pozostałych OW z jednostkami podporządkowanymi KOW. W chwili powołania okręgu na jego terytorium stacjonowały dwie jednostki liniowe: 1 Pułk Specjalny (centralnego podporządkowania) i 6 Brygada Desantowo-Szturmowa. Od podstaw rozpoczęto formowanie: 3 Brygady Zmechanizowanej, 21 Brygady Strzelców Podhalańskich, 14 Brygady Pancernej, 5 Pułku Dowodzenia i 2 Pułku Rozpoznawczego. W 1994 przystąpiono do organizowania 25 Dywizji Kawalerii Powietrznej. Z jednostek zabezpieczenia bojowego w skład KOW wchodziły: 1 Pułk Drogowo- Mostowy, 3 Pułk Saperów, 12 Pułk Komunikacyjny i 5 Batalion Obrony Przeciwchemicznej. Z dniem 1.12.1998 dowództwu KOW podporządkowano: 5 Brygadę Pancerną "Skorpion", 5 Brygadę Artylerii Armat i 18 Pułk Artylerii Przeciwlotniczej.
Z dniem 31.12.1998 Krakowski Okręg Wojskowy został rozformowany. Na bazie jego jednostek utworzono Korpus Powietrzno-Zmechanizowany

## Jednostki podległe dowódcy Krakowskiego OW
1945
- 6 Pomorska Dywizja Piechoty – Chrzanów
- 8 Drezdeńska Dywizja Piechoty im. Bartosza Głowackiego – Krosno
- 9 Drezdeńska Dywizja Piechoty – Przemyśl
- 17 Dywizja Piechoty – Kraków
- 4 Drezdeńska Brygada Pancerna – Tarnów
- 51 pułk artylerii samobieżnej - Kraków
- 4 Brygada Saperów
- batalion łączności OW

1953
- 11 Korpus Armijny – Gliwice
  - 2 Warszawska Dywizja Piechoty – Częstochowa
  - 7 Łużycka Dywizja Piechoty – Gliwice
- 12 Korpus Armijny – Rzeszów
  - 6 Pomorska Dywizja Piechoty – Kraków
  - 9 Drezdeńska Dywizja Piechoty – Rzeszów
  - 29 Dywizja Piechoty – Bielsko
- 18 pułk czołgów – Nysa
- 5 batalion łączności - Kraków

1995
- 25 Dywizja Kawalerii Powietrznej – Łódź
- 6 Brygada Powietrznodesantowa – Kraków
- 3 Brygada Zmechanizowana - Lublin
- 5 Brygada Pancerna "Skorpion" - Opole
- 14 Brygada Pancerna - Przemyśl
- 21 Brygada Strzelców Podhalańskich – Rzeszów
- 5 Brygadę Artylerii Armat - Głogów
- 18 pułk artylerii przeciwlotniczej – Jelenia Góra
- 2 pułk rozpoznawczy - Hrubieszów
- 5 pułk dowodzenia – Kraków
- 1 pułk drogowo- mostowy - Dęblin
- 3 pułk saperów - Dębica
- 12 pułk komunikacyjny - Nisko
- 5 batalion obrony przeciwchemicznej – Tarnowskie Góry
- 25  pułk zmechanizowany Gliwice

## Obsada personalna Dowództwa Krakowskiego OW
Dowódcy okręgu wojskowego:
- gen. bryg. Julian Skokowski (III- IX 1945)
- gen. bryg. Mikołaj Prus-Więckowski (IX 1945 – IV 1948)
- gen. bryg. Stefan Mossor (IV 1948 – XI 1949)
- gen. dyw. Bolesław Kieniewicz (V 1950 – XI 1953)
- gen. bryg. Zenon Bryk (X 1992 – XII 1998)

Zastępcy dowódcy do spraw liniowych:
- gen. mjr Mitrofan Potapow (1952)

Szefowie sztabu:
- płk / gen. bryg. Wacław Daszkiewicz (10 IX 1945 – V 1946)
- gen. mjr Mitrofan Potapow (1951–1952)
- gen. bryg. Zdzisław Wijas(X 1992 – IV 1997)[potrzebny przypis]
- gen. bryg. Piotr Makarewicz (IV 1997 – XII 1998).